# Losowoje (Kaliningrad, Gwardeisk)
Losowoje (russisch Лозовое, deutsch Podollen und (Königlich) Kremitten) ist ein Ort in der russischen Oblast Kaliningrad. Er gehört zur kommunalen Selbstverwaltungseinheit Stadtkreis Gwardeisk im Rajon Gwardeisk.

## Geographische Lage
Die Ortschaft liegt in der historischen Region Ostpreußen, am nördlichen Ufer des Pregel (russisch: Pregolja), etwa 19 Kilometer westnordwestlich der Stadt Snamensk (Wehlau)  und acht Kilometer westlich der Stadt Gwardeisk (Tapiau).

## Geschichte

Kremitten, ostsüdöstlich von Königsberg und westlich von Tapiau, auf einer Landkarte von 1908

Im Jahre 1385 fand sich die urkundliche Ersterwähnung des bis 1946 Kremitten genannten Dorfes. Es handelt sich um ein altes Kirchdorf, das dann 1874 namensgebender Ort für einen neu errichteten Amtsbezirk wurde. Er bestand bis 1945 und gehörte zum Kreis Wehlau im Regierungsbezirk Königsberg der preußischen Provinz Ostpreußen. Um die Wende des 19. zum 20. Jahrhundert entstand die Unterscheidung zwischen Adlig Cremitten (Schloss und Vorwerk) und Königlich Cremitten (Kirche und Dorf mit mehreren kleinen Höfen), die jedoch Ende  der 1920er Jahre aufgehoben wurde.
Kremitten war ein Wohnplatz des Gutsbezirks Podollen. Am 30. September 1928 wurde der nördliche Teil (Adlig Kremitten) nach Eichen (russisch: Kalinowka, nicht mehr existent), der südliche (Königlich Kremitten) nach Langendorf (heute russisch: Sokolniki) eingemeindet. 
Gegen Ende des Zweiten Weltkriegs wurde Kremitten mit dem nördlichen Ostpreußen im Frühjahr 1945 unter sowjetische Verwaltung gestellt. 
Im Jahr 1947 erhielt der Ort die russische Bezeichnung Sosnowka und wurde gleichzeitig dem Dorfsowjet Borski selski Sowet im Rajon Gwardeisk zugeordnet. Auf einer Karte von 1958 ist das ehemalige Adlig Kremitten als verlassen dargestellt. Spätestens seit den 1970er Jahren wurde auch das ehemalige Königlich Kremitten nicht mehr mit Sosnowka bezeichnet.

### Amtsbezirk Kremitten (1874–1945)
Kremitten wurde am 13. Juni 1874 namensgebender Ort für den neu geschaffenen Amtsbezirk Kremitten, dem anfangs zwölf Landgemeinden (LG) bzw. Gutsbezirke (GB), 1945 aber nur noch drei Kommunen angehörten:
| Name                      | Russischer Name | Bemerkungen                                                                |
| ------------------------- | --------------- | -------------------------------------------------------------------------- |
| Behlacken (LG)            | Gruschewka      | 1928 in die Landgemeinde Eichen eingegliedert                              |
| Biothen (LG)              | Malinowka       |                                                                            |
| Eichen (GB)               | Kalinowka       | 1928 in eine Landgemeinde umgewandelt                                      |
| Gubehnen (LG)             | Olenino         | 1928 in die Landgemeinde Eichen eingegliedert                              |
| Kremitten (LG)            | Losowoje        | 1928 in die Landgemeinde Eichen bzw. Langendorf eingegliedert              |
| Kuxtern (GB)              | Kurgan          | 1928 in die Landgemeinde Biothen eingegliedert                             |
| Adlig Langendorf (GB)     | Sokolniki       | 1928 mit der Landgemeinde Langendorf zusammengeschlossen                   |
| Königlich Langendorf (LG) | Sokolniki       | ab 1928 Landgemeinde Langendorf genannt                                    |
| Podollen (GB)             | Losowoje        | 1928 in die Landgemeinde Eichen bzw. Landgemeinde Langendorf eingegliedert |
| Adlig Popelken (GB)       | Cholmy          | 1928 in die Landgemeinde Biothen eingegliedert                             |
| Rauschninken (LG)         |                 | 1928 in die Landgemeinde Bartenhof (Amtsbezirk Pomedien) eingegliedert     |
| Thulpörschken             | Markowo         | 1928 in die Landgemeinde Bartenhof eingegliedert                           |

Am 1. Januar 1945 gehörten aufgrund der diversen Umstrukturierungen nur noch die Gemeinden Biothen, Eichen und Langendorf zum Amtsbezirk Kremitten.

### Podollen
Das ehemalige Podollen wurde vor 1472 gegründet. Im Jahre 1874 kam der Gutsbezirk Podollen zum neu errichteten Amtsbezirk Kremitten im Kreis Wehlau und Regierungsbezirk Königsberg der preußischen Provinz Ostpreußen. Im Jahre 1910 wurden in Podollen 305 Einwohner gezählt.
Am 30. September 1928 gab Podollen seine Eigenständigkeit auf und wurde mit seinem nördlichen Teil nach Eichen (russisch: Kalinowka, nicht mehr existent) und mit seinem südlichen Teil nach Langendorf (heute russisch: Sokolniki) eingemeindet.

### Gutsbezirk nach 1945
Das Gut Podollen wurde 1945 in Folge des Zweiten Weltkrieges zusammen mit dem nördlichen Ostpreußen von der Sowjetunion in eigene Verwaltung genommen. 1947 erhielt es die russische Bezeichnung „Losowoje“ und wurde gleichzeitig dem Dorfsowjet Borski selski Sowet im Rajon Gwardeisk zugeordnet. Spätestens seit den 1970er Jahren wird auch das ehemalige Dorf Königlich Kremitten zu Losowoje gezählt. Von 2005 bis 2014 gehörte Losowoje zur Landgemeinde Slawinskoje selskoje posselenije und seither zum Stadtkreis Gwardeisk.

## Verkehr
Nördlich von Losowoje verläuft die Föderalstraße A229 (auch Europastraße E 28 und E 77, ehemalige deutsche Reichsstraße 1) und ist von dort über die Kommunalstraße 27K-268 zu erreichen. 
Bahnstation ist Gwardeisk an der Bahnstrecke Kaliningrad–Tschernyschewskoje (Königsberg–Eydtkuhnen/Eydtkau) (einstige Preußische Ostbahn) zur Weiterfahrt nach Litauen und in das russische Kernland.

## Kirche
Siehe Hauptartikel: → Kirche Kremitten

### Kirche Kremitten
Von dem in der Mitte des 14. Jahrhunderts errichteten Gotteshauses in Backsteinbauweise auf Feldsteinfundament mit einer reichen Ausstattung ist heute nur noch ein spärlicher und fast völlig verwachsener Trümmerhaufen erkennbar. Zwar kam die Kirche nahezu unbeschadet durch den Zweiten Weltkrieg, verfiel dann jedoch und wurde 1980 schließlich gesprengt, um Baumaterial zu gewinnen.

### Kirchengemeinde
Kremitten war bereits in vorreformatorischer Zeit ein Kirchdorf, zu dessen Kirchspiel bis 1945 auch Podollen gehört hat. Die evangelische Pfarrei gehörte zum Kirchenkreis Wehlau (heute russisch: Snamensk) in der Kirchenprovinz Ostpreußen der Kirche der Altpreußischen Union. Heute liegt Losowoje im Einzugsbereich der in den 1990er Jahren neu entstandenen evangelisch-lutherischen Gemeinde in Gwardeisk (Tapiau), einer Filialgemeinde der Auferstehungskirche in Kaliningrad (Königsberg) in der Propstei Kaliningrad der Evangelisch-lutherischen Kirche Europäisches Russland.

## Söhne und Töchter
- Friedrich von Kurowski-Eichen (1780–1853), Schriftsteller, Erfinder und Offizier